# Stazione di Nishi-Chōfu
La stazione di Nishi-Chōfu (西調布駅?, Nishi-Chōfu-eki) è una stazione ferroviaria situata a Chōfu, città conurbata con Tokyo, e serve la linea Keiō della Keiō Corporation.

## Linee
Keiō Corporation
● Linea Keiō

## Struttura
La stazione dispone di due marciapiedi laterali con due binari passanti in superficie.
|   | ● Linea Keiō | per Keiō-Hachiōji, Tama-Dōbutsukōen e Takaosanguchi                                    |
| 2 | ● Linea Keiō | per Chōfu, Meidaimae, Sasazuka, Shinjuku e linea Shinjuku della metropolitana di Tokyo |

## Stazioni adiacenti
| «                                 | Servizio   | »          |
| Linea Keiō                        | Linea Keiō | Linea Keiō |
| --------------------------------- | ---------- | ---------- |
| Chōfu                             | Locale     | Tobitakyū  |
| Tutti gli altri treni non fermano |            |            |